# Melt (TK from 凛として時雨の曲)
「melt (with suis from ヨルシカ)」（メルト (ウィズ スイ フロム ヨルシカ)）は、日本のロックバンド・凛として時雨のギター・ボーカルTKがTK from 凛として時雨名義として発表した楽曲。デジタル配信シングルとしてソニー・ミュージックアソシエイテッドレコーズより2019年10月2日に各音楽配信サービスにてリリースされた。本楽曲はゲストボーカルとしてヨルシカのsuisを迎えている。

## 概要
前作のシングル「P.S. RED I」から約7ヶ月ぶりのリリースとなった。
2019年9月4日、新曲「melt (with suis from ヨルシカ)」を配信リリースすることが発表された。また、凛として時雨のTwitterアカウントにて、本楽曲の一部が公開された。
2019年10月2日、本楽曲の配信がスタート。同日には映像作家の最勝健太郎が手掛けたミュージックビデオが公開された。
2019年10月3日に開催されたTKのワンマンツアー「Bi-Phase Brain“L side”」の東京公演にて鎌野愛を迎えてライブ初披露された。
2020年3月10日に自身4作目のアルバム『彩脳』の収録曲であることが発表された。

## 制作
本楽曲はTKがツアーに向けてライブで披露する新曲を発表したいと考え制作がスタート。しかし、時間的にCDをリリースする余裕はなく、TKは配信シングルで発表したいと提案するが、配信シングルにしてもあまり予算が組めないことを知る。ドラムも録れないほどの予算の中、TKは面白がって逆にギター以外を全部打ち込みにしてそれで楽曲が成立するのか挑戦した。
ヨルシカのsuisとのコラボはTKによるオファーによって実現された。TKは楽曲を制作する中で、自身も予測できないものにチャレンジしたいと感じ、直接的な面識がないsuisにコラボをお願いした。suisはインタビューで、歌手としての経歴が浅い自分がオファーを受けたことにびっくりしたと述べている。レコーディングの際、TKは「周りに人がたくさんいて、ガチガチにやっちゃうとよくない」と思い、「マネージャーとかには頭だけいてもらって、あとは2人でやりとりをしながら作っていって」と語っている。また、TKはレコーディング時のsuisについて「今まさに立ち上がろうとしているボーカリストの、天性のものが生まれる瞬間を見ている」と感じたという。

## 評価
suisとともにヨルシカとして活動するn-bunaは、本楽曲でのsuisの歌声について「完全にTKさんと調和してて、『suisさん、こういう歌い方もできるんだ』って。彼女はめちゃめちゃ器用な人だから、雰囲気とか歌い方を飲み込んで、寄せに行くことができるタイプで、ただのTKさんの歌真似じゃなく、コーラスのごとく調和してて、よかったなって」と語っている。

## 収録内容
| #         | タイトル                           | 作詞・作曲・編曲 | 時間 |
| --------- | ---------------------------------- | ---------------- | ---- |
| 1.        | 「melt (with suis from ヨルシカ)」 | TK               | 4:38 |
| 合計時間: | 合計時間:                          | 合計時間:        | 4:38 |

## 演奏
- TK : Vocal, Guitar, programming
- suis from ヨルシカ : Guest Vocal